# Wayne Weiler
Wayne Weiler (Phoenix, Arizona, 9 december 1934 – aldaar, 13 oktober 2005) was een Amerikaans autocoureur. Hij nam in 1960 en 1961 deel aan de Indianapolis 500, waarvan de eerste hiervan deel uitmaakte van het wereldkampioenschap Formule 1. Hierin scoorde hij geen WK-punten. Hij overleed op 70-jarige leeftijd aan een hartinfarct.